# Pseudosterrha philaearia
Pseudosterrha philaearia är en fjärilsart som beskrevs av Ronald Brabant 1896. Pseudosterrha philaearia ingår i släktet Pseudosterrha och familjen mätare. Inga underarter finns listade.